# 三元主義

計畫中的三元帝國

三元主義（德語：trialismus）是奧匈帝國旨在將二元帝國重組為三元帝國的政治運動。它期望創造一個地位與奧地利和匈牙利平等的克羅地亞人國家。弗朗茨·斐迪南在1914年被暗殺之前提倡審判制度，以防止帝國被斯拉夫異議人士撕裂。帝國將以三種而不是兩種方式重組，斯拉夫元素在最高級別的代表權相當於奧地利和匈牙利當時的代表權。塞爾維亞人認為這對他們建立新的南斯拉夫國家的夢想構成了威脅。匈牙利領導人在帝國圈子中佔有主導地位，並強烈反對審判主義，因為它將把他們的許多少數民族從他們認為是壓迫性的匈牙利統治中解放出來。
這個想法從未接近實際實施，儘管它在政治精英中有幾個著名的支持者。在第一次世界大戰結束時，它的擁護者短暫地獲得了對審判宣言的名義支持，但此後不久整個君主制就崩潰了。